# Nico Terol
Nicolás Terol Peidro, més conegut com a Nico Terol   (Alcoi, 27 de setembre de 1988), és un antic pilot de motociclisme valencià que va ser campió del món de 125cc el 2011, esdevenint així el darrer campió de la història d'aquesta categoria en ser substituïda el 2012 per la nova de Moto3. Després d'haver continuat competint en diverses categories i campionats, Terol va anunciar la seva retirada de les competicions el desembre del 2021.

## Carrera esportiva

### Primers anys
Nascut a Alcoi, Terol viu de fa anys a Bocairent, a la Vall d'Albaida. Va començar a competir a onze anys en els diferents campionats locals per a categories d'iniciació, començant per les minimotos -a la Fórmula Airtel- el 1999. L'any següent va competir amb el Team Xavi racing al campionat valencià i en fou subcampió. El 2001 va disputar la Copa Bancaixa de 70 cc, quedant-hi quart.
El 2002 va debutar amb una motocicleta de 125cc, amb la qual va acabar segon a la Copa Aprilia Bancaixa després d'un disputat final de temporada: a la darrera cursa, se li trencà el motor i perdé així les opcions de guanyar el campionat. L'any següent va debutar, amb el patrocini del Circuit Ricardo Tormo i el suport de Sergio Gadea, al campionat d'Espanya de velocitat (CEV) de 125cc, en què acabà setzè. El 2004 entrà a l'equip d'Aspar per a seguir disputant el CEV, on va acabar quart.

### 125cc

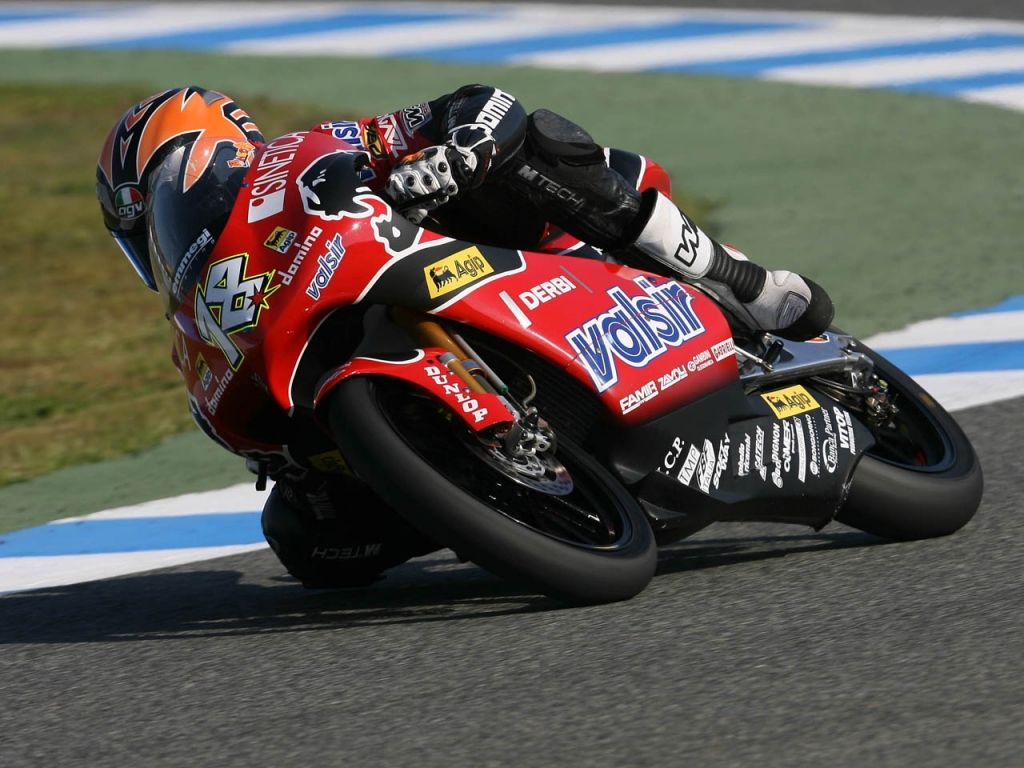
Amb l'Aprilia a Jerez el 2007

Terol va debutar al campionat del món de 125cc el 2004 en disputar el Gran Premi de la Comunitat Valenciana amb l'Aprilia RS 125 R de l'equip Globet.com racing com a substitut del lesionat Mike Di Meglio, sense aconseguir puntuar-hi.
El 2005 va esdevenir pilot habitual al campionat en ser fitxat per l'equip Caja Madrid Derbi Racing, on pilotà la Derbi 125 GP com a company de Pablo Nieto. El seu millor resultat de la temporada va ser un quinzè lloc al Gran Premi d'Espanya i va acabar el campionat al trenta-sisè lloc amb aquell sol punt. Durant la temporada s'hagué de perdre els Grans Premis del Japó, Malàisia i Qatar per una lesió entrenant a causa de la qual li hagueren d'extirpar la melsa. El 2006 va romandre al mateix equip, aquesta vegada amb Lukáš Pešek com a company. El seu millor resultat van ser dos setens llocs (Gran Premi d'Alemanya i Gran Premi de la República Txeca) i va acabar la temporada en el catorzè lloc. El 2007 va córrer amb l'equip Valsir Seedorf Derbi i el seu millor resultat van ser dos onzens llocs (Gran Premi de Malàisia i de la Comunitat Valenciana), acabant la temporada en el vint-i-dosè lloc final.

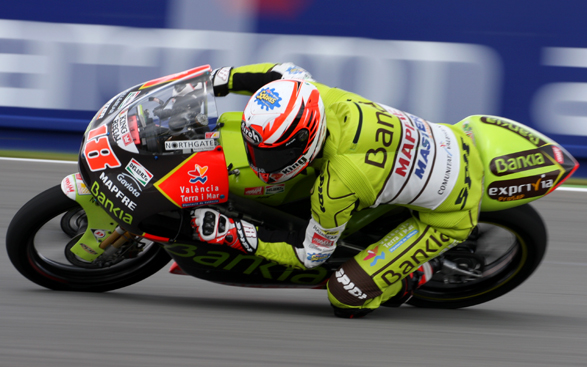
Amb l'Aprilia a Brno el 2011

El 2008 va passar a l'equip Jack & Jones WRB com a company de Simone Corsi. Aconseguí la seva primera victòria al Gran Premi d'Indianàpolis (que guanyà en declarar-se acabada la cursa per la pluja mentre ell n'era líder), a més de dos segons llocs (Gran Premi d'Espanya i de la Comunitat Valenciana) i dos de tercers (Gran Premi de Portugal i Gran Premi de França), acabant la temporada en cinquè lloc final. El 2009 va aconseguir una victòria a la República Txeca i tres segons llocs (Gran Premi d'Itàlia, Gran Premi de Catalunya i Gran Premi de San Marino) i va acabar la temporada en tercera posició. La temporada del 2009 va seguir amb l'equip Jack & Jones, aquesta vegada amb una Aprilia RSA 125. La temporada començà amb problemes de pressupost, circumstància que minvà els seus resultats a les primeres curses. Tot i així, aconseguí sobreposar-se i acabar en tercera posició final, amb una victòria al circuit de Brno i tres segons llocs.
La temporada del 2010 va passar a l'equip Bancaixa Aspar com a company de Bradley Smith; aquella fou la temporada de la seva eclosió definitiva, acabant el campionat en segona posició final, a només 14 punts del campió Marc Márquez, després d'haver guanyat tres Grans Premis, fent de passada vuit segons llocs i tres de tercers. Aquest resultat es veié encara millorat durant la següent temporada, la de 2011, en què es proclamà Campió del Món de 125cc després d'haver guanyat vuit Grans Premis i haver obtingut tres segons llocs i set pole positions.

### Moto2

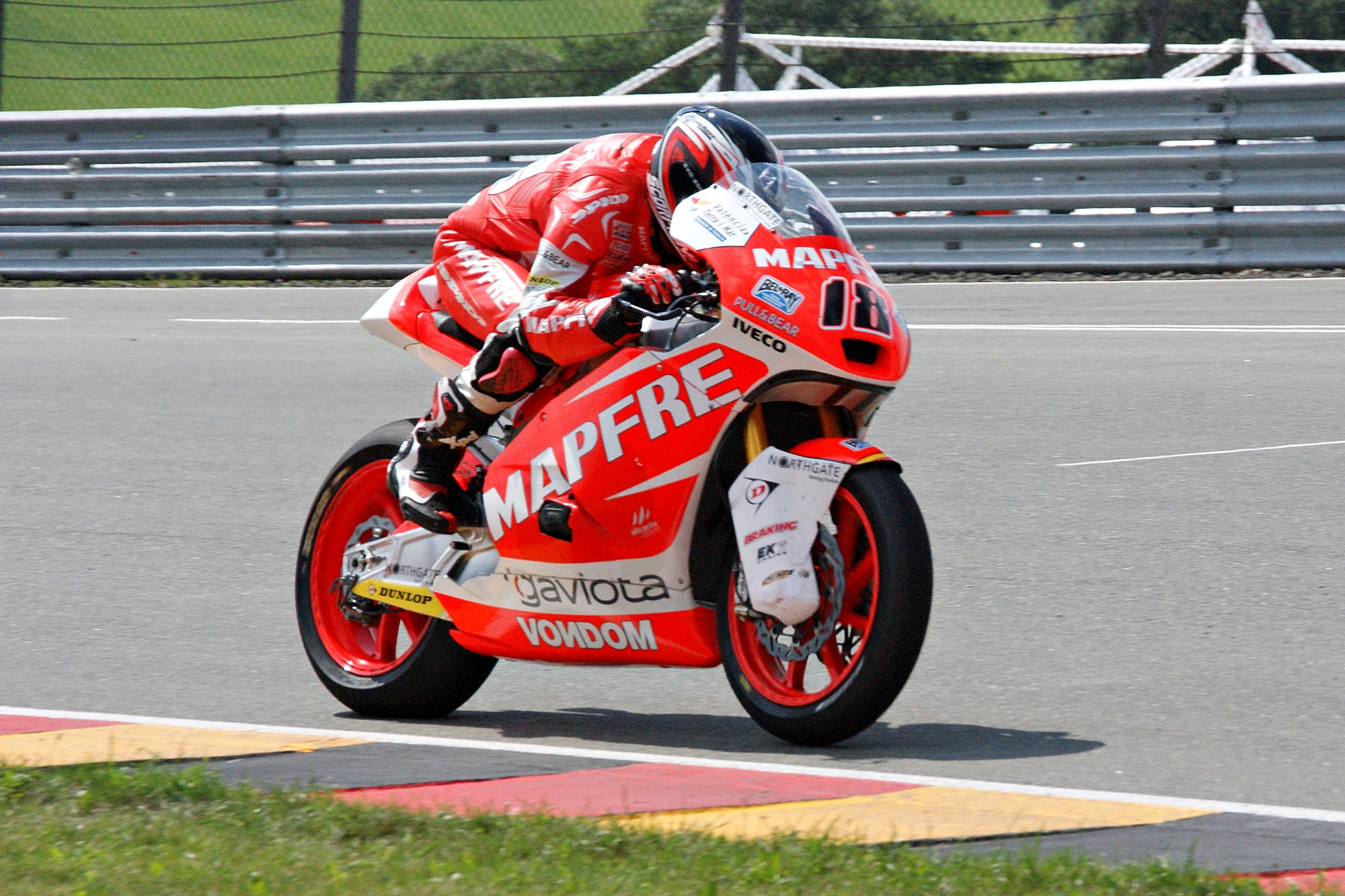
Amb la Suter de Moto2 a Sachsenring el 2014

El 2012 va passar a Moto2 amb el mateix equip, que li va confiar una Suter MMX. Va aconseguir pujar al podi en l'última cursa, a Xest, acabant el campionat en dissetena posició. El 2013 va romandre al mateix equip com a company de Jordi Torres. Va obtenir tres victòries (Gran Premi de les Amèriques, Gran Premi d'Aragó i Gran Premi de la Comunitat Valenciana) i un segon lloc i va acabar la temporada en setena posició. El 2014, seguint al mateix equip, només va obtenir dos punts i va acabar el mundial en vint-i-vuitè lloc.

### Superbike
El 2015, Terol va passar a competir al campionat del món de Superbike amb una Ducati Panigale R de l'equip Althea Racing. Va participar en dotze curses del mundial en què obtingué 54 punts, fins que fou substituït per Niccolò Canepa. A partir de la prova de Jerez va passar a córrer al campionat del món de Supersport amb una MV Agusta F3 675 de l'equip MV Agusta Reparto Corse com a substitut del lesionat Jules Cluzel. Va obtenir un cinquè lloc a la seva primera cursa i va acabar les dues restants del campionat dins els punts, acabant el mundial en la divuitena posició final.

### Supersport
El 2016 va esdevenir habitual al campionat del món de Supersport i va ser fitxat per l'equip Schmidt Racing, que li va confiar una MV Agusta F3 675. A la tercera cursa de la temporada, al circuit d'Aragó, Terol va obtenir el primer podi de la seva carrera en aquesta categoria en acabar-hi tercer. Finalment, va acabar el campionat en la dissetena posició final.

### MotoE
El 2019, Terol va competir a la nova Copa del Món de MotoE amb l'Openbank Ángel Nieto Team, on tingué de companya María Herrera. Va acabar totes les curses del calendari, sempre sumant punts, i va tancar la temporada en dotzena posició final.

## Resultats al Mundial de motociclisme

### Per temporada
| Temporada | Categoria | Moto     | Equip                                 | Curses | Victòries | Podis | Poles | FLaps | Pts    | Posició |
| --------- | --------- | -------- | ------------------------------------- | ------ | --------- | ----- | ----- | ----- | ------ | ------- |
| 2004      | 125cc     | Aprilia  | Globet.com Racing                     | 1      | 0         | 0     | 0     | 0     | 0      | NC      |
| 2005      | 125cc     | Derbi    | Caja GPMRES\|de Madrid - Derbi Racing | 13     | 0         | 0     | 0     | 0     | 1      | 36è     |
| 2006      | 125cc     | Derbi    | Derbi Racing                          | 16     | 0         | 0     | 0     | 0     | 53     | 14è     |
| 2007      | 125cc     | Derbi    | Valsir Seedorf Derbi                  | 17     | 0         | 0     | 0     | 0     | 19     | 22è     |
| 2008      | 125cc     | Aprilia  | Jack & Jones WRB                      | 17     | 1         | 5     | 0     | 0     | 176    | 5è      |
| 2009      | 125cc     | Aprilia  | Jack & Jones Team                     | 16     | 1         | 4     | 0     | 0     | 179.5  | 3r      |
| 2010      | 125cc     | Aprilia  | Bancaja Aspar Team                    | 16     | 3         | 14    | 1     | 2     | 296    | 2n      |
| 2011      | 125cc     | Aprilia  | Bankia Aspar Team                     | 16     | 8         | 11    | 7     | 5     | 302    | 1r      |
| 2012      | Moto2     | Suter    | Mapfre Aspar Team Moto2               | 17     | 0         | 1     | 0     | 0     | 37     | 17è     |
| 2013      | Moto2     | Suter    | Mapfre Aspar Team Moto2               | 17     | 3         | 4     | 1     | 1     | 150    | 7è      |
| 2014      | Moto2     | Suter    | Mapfre Aspar Team Moto2               | 16     | 0         | 0     | 0     | 0     | 2      | 28è     |
| 2019      | MotoE     | Energica | Openbank Ángel Nieto Team             | 6      | 0         | 0     | 0     | 0     | 33     | 12è     |
| Total     |           |          |                                       | 168    | 16        | 39    | 9     | 8     | 1248.5 |         |

### Curses per any
Barem de puntuació de 1993 ençà:
| Posició | 1  | 2  | 3  | 4  | 5  | 6  | 7 | 8 | 9 | 10 | 11 | 12 | 13 | 14 | 15 |
| Punts   | 25 | 20 | 16 | 13 | 11 | 10 | 9 | 8 | 7 | 6  | 5  | 4  | 3  | 2  | 1  |

(Ids. Grans Premis | Llegenda) (Curses en negreta indiquen pole; curses en  itàlica indiquen volta ràpida)
| Any  | Categoria | Moto     | 1       | 2       | 3      | 4       | 5       | 6       | 7       | 8       | 9       | 10      | 11     | 12     | 13      | 14      | 15      | 16     | 17     | 18     | Pos | Pts   |
| ---- | --------- | -------- | ------- | ------- | ------ | ------- | ------- | ------- | ------- | ------- | ------- | ------- | ------ | ------ | ------- | ------- | ------- | ------ | ------ | ------ | --- | ----- |
| 2004 | 125cc     | Aprilia  | RSA     | ESP     | FRA    | ITA     | CAT     | NED     | BRA     | GER     | GBR     | CZE     | POR    | JPN    | QAT     | MAL     | AUS     | VAL 22 |        |        | NC  | 0     |
| 2005 | 125cc     | Derbi    | ESP 15  | POR 23  | CHN 26 | FRA 22  | ITA 21  | CAT Ret | NED 16  | GBR 21  | GER Ret | CZE 19  | JPN    | MAL    | QAT     | AUS Ret | TUR 16  | VAL 16 |        |        | 36è | 1     |
| 2006 | 125cc     | Derbi    | ESP 19  | QAT 16  | TUR 27 | CHN 19  | FRA Ret | ITA 18  | CAT 11  | NED 15  | GBR 9   | GER 7   | CZE 7  | MAL 10 | AUS 11  | JPN 10  | POR Ret | VAL 11 |        |        | 14è | 53    |
| 2007 | 125cc     | Derbi    | QAT 16  | ESP 14  | TUR 16 | CHN Ret | FRA 19  | ITA 12  | CAT 23  | GBR 24  | NED 17  | GER 22  | CZE 22 | SM 18  | POR Ret | JPN 17  | AUS 13  | MAL 11 | VAL 11 |        | 22è | 19    |
| 2008 | 125cc     | Aprilia  | QAT 10  | ESP 2   | POR 3  | CHN 8   | FRA 3   | ITA 7   | CAT Ret | GBR 18  | NED 9   | GER 7   | CZE 5  | SM 5   | INP 1   | JPN 5   | AUS Ret | MAL 9  | VAL 2  |        | 5è  | 176   |
| 2009 | 125cc     | Aprilia  | QAT 7   | JPN 17  | ESP 10 | FRA 9   | ITA 2   | CAT 2   | NED 5   | GER 4   | GBR 4   | CZE 1   | INP 4  | SM 2   | POR Ret | AUS 6   | MAL 5   | VAL 10 |        |        | 3r  | 179.5 |
| 2010 | 125cc     | Aprilia  | QAT 1   | ESP 2   | FRA 2  | ITA 2   | GBR 4   | NED 2   | CAT Ret | GER     | CZE 1   | INP 1   | SM 2   | ARA 2  | JPN 2   | MAL 3   | AUS 3   | POR 2  | VAL 3  |        | 2n  | 296   |
| 2011 | 125cc     | Aprilia  | QAT 1   | ESP 1   | POR 1  | FRA 2   | CAT 1   | GBR 8   | NED DNS | ITA 1   | GER 4   | CZE Ret | INP 1  | SM 1   | ARA 1   | JPN 2   | AUS 6   | MAL 5  | VAL 2  |        | 1r  | 302   |
| 2012 | Moto2     | Suter    | QAT 23  | ESP 27  | POR 16 | FRA 13  | CAT 15  | GBR 20  | NED 17  | GER 14  | ITA 13  | INP 13  | CZE 12 | SM 15  | ARA 12  | JPN 18  | MAL Ret | AUS 17 | VAL 3  |        | 17è | 37    |
| 2013 | Moto2     | Suter    | QAT 14  | AME 1   | ESP 5  | FRA Ret | ITA 2   | CAT 16  | NED 17  | GER Ret | INP 12  | CZE 6   | GBR 11 | SM 10  | ARA 1   | MAL 18  | AUS 9   | JPN 6  | VAL 1  |        | 7è  | 150   |
| 2014 | Moto2     | Suter    | QAT Ret | AME Ret | ARG 14 | ESP DNS | FRA 21  | ITA 24  | CAT 20  | NED 22  | GER 19  | INP 21  | CZE 25 | GBR    | SM Ret  | ARA 29  | JPN 22  | AUS 18 | MAL 24 | VAL 18 | 28è | 2     |
| 2019 | MotoE     | Energica | GER 10  | AUT 14  | SM1 8  | SM2 9   | VAL1 13 | VAL2 9  |         |         |         |         |        |        |         |         |         |        |        |        | 12è | 33    |